# Sericornis arfakianus
Sericornis arfakianus là một loài chim trong họ Acanthizidae.